# リジヤ・ジノヴィエワ＝アンニバル
リジヤ・ジノヴィエワ＝アンニバル（ロシア語: Лидия Зиновьева-Аннибал、1866年3月1日 - 1907年）は、ロシアの作家。本名はリジヤ・ドミートリエヴナ・ジノヴィエワ。

## 生涯
サンクトペテルブルクの貴族の3男3女の末娘として生まれる。父親のドミートリイ・ジノヴィエフは成功した事業家で、母親はヴァイマルン男爵の娘だった。母方の祖母はアフリカ系ロシア人のアブラム・ガンニバルの家系であり、作家のプーシキンの遠縁にあたる。リジヤのペンネームのアンニバルは、ガンニバルの姓をもとにしている。
子供時代はバルト海沿岸の領地で夏を過ごす習慣があり、のちの作風に影響を与えた。女子ギムナジウムに入学するが性格面でなじめずに退学し、家庭で教育を受ける。家庭教師だったコンスタンチン・シヴァルサロン（Константин Шварсалон）と18歳で結婚し、シヴァルサロンの影響で社会主義に関心を持ち、ナロードニキと交流をした。
サンクトペテルブルクで活動家として生活をするうちに、理想とは異なるシヴァルサロンの姿を知り、1890年代初頭には夫から離れて3人の子供を連れてヨーロッパを放浪する生活を始める。1893年にローマで学者のヴャチェスラフ・イヴァーノフと知り合い、交際を始める。ヴャチェスラフは詩作を始めて詩集を発表し、リジヤはニーチェの思想などを学んだ。1899年にリジヤはヴャチェスラフと結婚し、1905年に帰国してタヴリーダ宮殿の近くにある円塔を持つ建物で暮らすようになった。リジヤは戯曲、小説、評論を発表し、ヴャチェスラフはロシア象徴主義の詩人・哲学者として活動した。リジヤは男女間の愛とともに女性間の愛も認め、夫婦に男女いずれか1人を加えた3人組の関係も試みた。
リジヤはヴャチェスラフは塔の会という集まりを毎週開催し、にぎわいを見せた。1906年から1907年に肺炎にかかって入院したのち、友人の領地があるザゴーリエで休暇をすごした。ザゴーリエで猩紅熱が流行した際に農村の子供の看護を行い、自らも罹患して10月に病死した。

## 作品・評価
リジヤの最も知られた代表作として、小説の『三十三の歪んだ肖像』（1906年）と『悲劇的な動物園』（1907年）の2作品がある。ヴャチェスラフは、リジヤの作品について「移ろいやすいものの複数性」があると評した。
『三十三の歪んだ肖像』（1906年）は、ロシアで初のレズビアン文学として反響を呼んだ。物語の語り手である若い女性と、舞台俳優のヴェーラとの恋愛や暮らしをテーマとしており、住居・アトリエ・劇場など屋内だけを舞台に日記形式で進む。作中では、33人の男性画家がヴェーラの肖像を描くが、どの肖像画もヴェーラにとっては歪んで見えてしまう。男性によって表現された自分の姿に違和感をおぼえるヴェーラは、作者のリジヤ自身の葛藤でもある。芸術・生活・愛の関係についての小説で、当時の芸術・文芸のあり方に対する批評を含んでおり、発禁騒動も起きた。
『悲劇的な動物園』（1907年）は、少女ヴェーラの9歳から18歳までの成長を描いた自伝的な内容となっている。少女期は自然の中でさまざまな野生動物と触れ合うが、思春期では家庭や学校での軋轢が起きて荒れた生活を送る。精神的な危機を経て退学となったのち、イタリアの海辺で小さな生き物や環境に触れた体験がもとで回復をとげる。人々との違和感に悩みながらも、自由を求めて社会変革を目指し、故郷をあとにする。人間と動物を差別せずに生命の尊厳を守るという思想が好評を呼び、本作品が影響を与えた作品として、ヴェリミール・フレーブニコフの『動物園』（1911年）、E・グローの『空の駱駝の子たち』（1914年）、ツヴェターエフの『悪魔』（1934年）などが書かれた。ロシア革命以前の女性作家は、詩人は活躍していたが散文の作家は少なかった。リジヤの小説は、後続の女性小説家の活動にも影響を与えた。
短編小説や多数の超短編・評論の他に詩作も行い、『白夜』（1907年）などを発表した。戯曲として『リンク』（1904年）や『歌うロバ』（1907年）が書かれたが上演はされなかった。未完の遺作として長編小説『かがり火』や戯曲『偉大な鐘』がある。リジヤはロシア文芸の「銀の時代」に属する作家だったが、「銀の時代」の作家はソヴィエト連邦時代に排斥・黙殺された。1980年代からの掘り起こしによってリジヤの作品も再発見され、ソ連崩壊後の1999年にM・ミハイロワ編集による初の作品集『ジノヴィエワ＝アンニバル』がモスクワ・アグラフ社から出版された。

### 主な著作
- Тридцать три урода 『三十三の歪んだ肖像』（1906年）
- Трагический зверинец 『悲劇的な動物園』（1907年）

## 家族、交友関係
祖父はロシア元老院の議員、叔父のヴァシリイ・ヴァシリエヴィチ・ジノヴィエフは将軍、兄のアレクサンドル・ドミートリエヴィチ・ジノヴィエフはサンクトペテルブルク知事だった。
リジヤとヴャチェスラフの「塔」は、20世紀初頭のロシア文化人が集まるサロンだった。「銀の時代」の作家たちも多数訪れ、ワレリー・ブリューソフやアレクサンドル・ブローク、アンナ・アフマートワとニコライ・グミリョフ夫妻、オシップ・マンデリシュターム、ウラジーミル・マヤコフスキーらがいた。リジヤの死後、ブロークやセルゲイ・アウスレンデルらが追悼文を残している。